# Germasogeia
Germasogeia (in greco Γερμασόγεια?), nota anche come Yermasoyia, è un comune di Cipro nel distretto di Limassol di 13 421 abitanti (dati del 2011).

## Geografia fisica
Germasogeia confina a ovest con il Comune di Agios Athanasios, a nord con Akruda e Mathikoloni, a nord-est con Finikaria e a est con Mouttayaka. La parte meridionale della sua area amministrativa è costiera. 

## Origini del nome
Il nome Germasogeia deriva dalle parole greche ieros e mesogeia. La parola ieros ("sacro") proviene dai molti templi della zona. La parola mesogeia proviene invece dalla vicinanza della zona al mare.

## Storia
Nella zona di Germasogeia sono state scavate molte tombe preistoriche. Tuttavia, non sono state trovate tracce di insediamenti, quindi non si sa quando il villaggio sia nato.
Originariamente, Germasogeia nacque come un villaggio nell'area ora occupata dalla frazione di Agia Paraskevi. Secondo Louis de Mas Latri, all'epoca della dominazione franca, Germasogeia era uno dei villaggi della Grande Commenda dei Cavalieri Templari. Oggi il quartiere di Agia Paraskevi è il centro storico del comune.
L'altro distretto del Comune di Germasogeia è il quartiere di Potamos Germasogeia, che si trova sulla costa. Questo distretto ha avuto uno sviluppo regolare dal 1960 al 1974. In quel periodo furono costruite le prime case, alcuni condomini e due alberghi. Tuttavia, l'invasione turca del 1974, che ha portato all'occupazione del 40% di Cipro da parte dell'esercito turco e allo spostamento di migliaia di ciprioti, ha causato un rapido sviluppo residenziale e turistico nel villaggio. Questo sviluppo è iniziato dal fronte costiero ed è continuato più a nord. Dagli anni '90, Germasogeia è diventata un centro turistico con decine di alberghi, hotel e attività ricreative e turistiche.
Nel 1994 Germasogeia è stata dichiarata comune a seguito di un referendum tenutosi nel novembre 1993.

## Monumenti e luoghi d'interesse

### Architetture religiose

#### Chiesa di Agia Paraskevi
La chiesa del quartiere è dedicata ad Agia Paraskevi. Originariamente sul sito c'era una piccola chiesa che venne demolita. Al suo posto, nel 1898 si iniziò a costruire la chiesa esistente, che fu completata nel 1904. Agia Paraskevi è la patrona del comune di Germasogeia.

## Società

### Evoluzione demografica
Secondo i censimenti della popolazione condotti a Cipro, la popolazione di Germasogeia è aumentata parecchio negli ultimi decenni. A questo ha contribuito il rapido sviluppo residenziale e turistico della zona dagli anni '80 in poi.
Nel censimento del 1973, Germasogeia fu censita insieme ad altre aree come zona suburbana di Limassol.

## Geografia antropica

### Suddivisioni amministrative
Il Comune di Germasogeia, ai fini amministrativi, è suddiviso in 2 frazioni:
- Aghia Paraskevì (il nucleo storico)
- Potamos Germasogeia (l'espansione costiera)

## Amministrazione

### Gemellaggi
- Stari Grad, Serbia
- Dion-Olympos, Grecia

## Sport
Noti club sportivi della zona sono Anagenis Germasogeia, AEG Germasogeia e Proodos Potamos Germasogeia. Quest'ultimo è il principale club sportivo della zona.